# Гвавијаре
Гвавијаре (шп. Guaviare) је река у јужноамеричкој држави Колумбији. Тече у дужини од 1.497 km, а њен слив обухвата површину од око 140.000 km². Настаје спајањем двеју река (Аријари и Гвајаберо) које извиру у Андима, а улива се у реку Ориноко, као њена лева притока. Пловна је у дужини од 630 km, док јој је проток око 8.200 m³/s.